# You Have Placed a Chill in My Heart
You Have Placed a Chill in My Heart är en låt av den brittiska duon Eurythmics. Den släpptes i maj 1988 som den fjärde och sista singeln från albumet Savage. Singeln nådde plats 16 på UK Singles Chart.

## Låtlista
Vinylsingel (Storbritannien, Tyskland, Spanien, Australien, Japan)
1. "You Have Placed a Chill in My Heart" (LP Version) – 3:52
2. "You Have Placed a Chill in My Heart" (Acoustic Version) – 3:20

Vinylsingel (Kanada)
1. "You Have Placed a Chill in My Heart" (LP Version) – 3:52
2. "Wide Eyed Girl" (LP Version) – 3:34

Vinylsingel (USA)
1. "You Have Placed a Chill in My Heart" (LP Version) – 3:52
2. "Wide Eyed Girl" (LP Version) – 3:34

Maxisingel (Storbritannien, Tyskland)
1. "You Have Placed a Chill in My Heart" (Dance Mix) – 7:52
2. "Do You Want to Break Up?" (Dance Mix) – 6:12
3. "You Have Placed a Chill in My Heart" (Acoustic Version) – 3:20

Maxisingel (USA)
1. "You Have Placed a Chill in My Heart" (LP Version) – 3:52
2. "Here Comes the Rain Again" (Live Version) – 7:36
3. "Wide Eyed Girl" (LP Version) – 3:34

CD-singel (Storbritannien)
1. "You Have Placed a Chill in My Heart" (LP Version) – 3:52
2. "Do You Want to Break Up?" (LP Version) – 3:40
3. "Here Comes the Rain Again" (Live Version) – 7:39
4. "You Have Placed a Chill in My Heart" (Acoustic Version) – 3:27